# Lumière (personage)
Lumière is het Disneypersonage in de vorm van een kandelaar met drie kaarsen, uit de tekenfilm Belle en het Beest. Lumière zingt onder andere het bekende Kom erbij.
Het Beest werd een beest toen hij op een koude winternacht als prins niet onderdak wilde bieden aan een oude vrouw in ruil voor een roos. Toen hij na 3 keer weigerde smolt de lelijke oude vrouw weg om plaats te maken voor een beelschone tovenares. "Als straf" betoverde ze de prins om in een beest en sprak ook een vloek uit over het kasteel en alle bewoners van het kasteel, waaronder Lumière.
Later werd er ook nog een populaire musical gemaakt, die op Broadway een groot succes werd. Ook werd het een reizende musical in Nederland, die daarna verhuisde naar Vlaanderen. De rol van Lumière werd in Nederland vertolkt door Carlo Boszhard en in Vlaanderen mocht Peter Van De Velde en in 2016 Tony Neef de kaarsjes doen branden.

## Stem
De Amerikaanse stem van Lumière was van 1991 tot 2003 vertolkt door Jerry Orbach. Voor de tekenfilm Mickey's Magische Kerst: Ingesneeuwd in het huis van de Muis werd hij vervangen voor Maurice LaMarche. Waarna Jeff Bennett vanaf 2004 tot heden de stem ging verzorgen van Jeff Bennett onder andere in Kingdom Hearts en Chip 'n Dale: Rescue Rangers, ook deed hij in Mickey's Magische Kerst: Ingesneeuwd in het huis van de Muis de stem van de zangende Lumière. Ewan McGregor was de acteur die Lumière verzorgde in de live-action film uit 2017, Beauty and the Beaast.
De Nederlandse stem van Lumière werd in alle animatiefilms van Belle en het Beest en alle andere Nederlandse Disney producties ingesproken door Arnold Gelderman.